# George Gilfillan
George Gilfillan (30. januar 1813 i Comrie, Perthshire–13. august 1878 i Brechin, Angus) var en skotsk præst og forfatter.
Gilfillan er bekendt som forfatter af adskillige kritiske afhandlinger, udgivne under titelen: A gallery of litterary portraits (1846–51). Han skrev i øvrigt biografier og oplysende anmærkninger til Nichols British poets (udgivet i 48 dele) samt Poems and songs; Bards of the bible; Discourse on Hades; Scottish Covenanters (1852), The fatherhood of God (1853), The history of a man (1856), Christianity and our era (1857), Alpha and omega (1860), Life of Walter Scott (1870), History of british poets (1876) med mere.